# Alexandru Bălțoi
Alexandru Bălțoi (n. 21 iunie 1982, București, România) este un fotbalist român retras din activitate, care juca pe postul de atacant. A debutat în Divizia A la echipa Dinamo București în 2000.